# Vidéoway
 (mars 2020).
Si vous disposez d'ouvrages ou d'articles de référence ou si vous connaissez des sites web de qualité traitant du thème abordé ici, merci de compléter l'article en donnant les références utiles à sa vérifiabilité et en les liant à la section « Notes et références ».
Vidéoway était le système de divertissement télévisuel câblodistribué de Vidéotron intégrant des fonctions de terminal de télévision interactive, d'appareil de télématique, de console de jeux vidéo, de câblosélecteur, de décodeur de sous-titrage pour sourds et malentendants et de décodeur pour des canaux brouillés. Vidéotron remplace Vidéoway, une technologie vétuste, par la télévision numérique Illico au début des années 2000.
Vidéoway est officiellement mis hors service le 26 avril 2006.

## Description
Le système Vidéoway tire parti de la technologie Télidon développée au Canada afin de fournir une interface graphique de télématique. Dans les débuts, la télématique consiste en 24 services incluant le téléhoraire, un service de prévisions météorologiques, les résultats de la loterie, l'horoscope, la bourse, l'état des routes, les manchettes, les nouvelles du sport, la liste des films en salle de cinéma, des chroniques, des jeux d'adresses et de société et autres. Au cours des années, le service a été diminué et les catégories ont été regroupés et simplifiés au fur et à mesure que le Télidon devient de plus en plus désuet.
Le client pouvait profiter des émissions produites en interactivité sur les chaînes conventionnelles telles que Charivari ou Fais-moi un dessin à l'aide des boutons F1 à F4. De plus, le canal TVI (TV Intéractive) produisait des jeux et émissions intéractives, jusqu'au printemps 1996.
Le terminal remplaçait les câblosélecteurs et décodeurs pour les chaînes brouillées telles que Super Écran et The Movie Network, ultérieurement les chaînes du forfait Télémax, et permettait de lutter contre les câblosélecteurs pirates. Les trois différents films offerts en soirée par Super Écran étaient présentés comme des sous-chaînes (32-2 et 32-3), sans égard à leur position physique. Le terminal disposait aussi d'une fonction de programmation conçue pour les magnétoscopes (mise en fonction et synthonisation de la chaîne à l'heure programmée pour toute sa durée, et volume au maximum).
Il était possible de commander un film ou événement à la télévision à la carte en s'arrêtant sur le canal de bandes-annonces de Viewers Choice dès 1992, puis Canal Indigo dès 1996.
D'autres fonctions prévues n'ont pas été implémentées dont la domotique, la gestion de système d'alarme, des transactions bancaires, de passerelle de téléchargement de logiciel vers un ordinateur personnel, achat de produits, etc..

## Historique
Devant l'augmentation des canaux spécialisés à la fin des années 1980 et la disponibilité de la technologie Télidon (en), le Vidéoway est introduit auprès des abonnés de Vidéotron en remplacement du terminal adressable Jerrold. Mis en service le 24 janvier 1990, le Vidéoway devient le premier système de divertissement télévisuel interactif adressable en Amérique du Nord par Vidéotron,.
Puisqu'il s'agit d'un système adressable, le service à la clientèle de Vidéotron procède d'ailleurs lorsque requis à des modifications instantanées aux services d'un client depuis la centrale sans avoir à envoyer un technicien.

### Interactivité Télé
La mise en service de Vidéoway se fait avec l'entrée en ondes du Canal Vidéoway interactif. Lors de la diffusion, à l'aide de la télécommande, les utilisateurs peuvent choisir des options ou des choix durant une émission. Plusieurs émissions interactives étaient disponibles tel que Black Jack 21, L'Ascenseur, le TVA 18 h. Lors de la diffusion de matchs de hockey et de baseball, le Canal Vidéoway interactif offre quatre modes de visualisation (angle de caméra ou recul de 10 secondes) entre autres. La possibilité de faire un choix est notifié à l'écran de l'utilisateur.
À l'automne 1991, la première saison du feuilleton Watatatow à Radio-Canada contenait un volet intéractif, mais a été abandonné la saison suivante, faute de financement.
Des matchs de baseball diffusés au Réseau des sports (RDS) et des matchs de hockey sur le réseau TVA étaient intéractifs.
Le réseau TVA, diffuseur des Jeux olympiques d'été de 1992 tenus à Barcelone en Espagne, profite de la technologie afin d'offrir des faits saillants sur trois autres chaînes tous les soirs dès 19 h. En novembre, Télé-Métropole ajoute deux chaînes, sous le nom TVA+, soit la diffusion d'émissions du réseau TVA à des heures différentes. En juin 1993, le CRTC permet « la création et la distribution de canaux de reprise d'émissions par les radiodiffuseurs, sous réserve des exigences »… « qu'un canal de reprise d'émissions peut se composer de reprises d'émissions déjà diffusées par des entreprises de programmation autorisées dans les sept (7) jours précédents » et « les segments publicitaires doivent être ceux que contenaient les émissions lorsqu'elles ont été télédiffusées pour la première fois par le service principal ». Insatisfaite des exigences imposées par le CRTC, Télé-Métropole met fin à TVA+ le 27 août.
En juin 1993, le réseau TVA propose une fin interactive à son feuilleton télévisé L'Or du temps en proposant trois choix aux abonnés de Vidéoway. Les nonabonnés n'ont donc pas eu la chance de voir les fins alternatives proposées.
Le terminal permet par ailleurs le visionnement de Super Écran et The Movie Network. En syntonisant Super Écran à l'aide de leur terminal, les utilisateurs peuvent alors choisir entre deux films, puis quelques années plus tard, trois choix. Le multichoix est aussi disponible en soirée pour The Movie Network. Le terminal Vidéoway rend aussi possible la commande d'un film ou un événement de télévision à la carte en anglais avec Viewers Choice (ajouté le 4 novembre 1991), ou du Canal Indigo, introduit le 26 août 1996 comme étant le premier service de télévision à la carte francophone.

### TVI
La chaîne TVI (TV Intéractive) a été mise en fonction peu après le lancement du Vidéoway. Elle offrait aussi une heure de contenu en langue anglaise par jour, notamment durant les heures creuses.
Devant la baisse de popularité, le Canal Vidéoway interactif est mis hors d'ondes le 30 mai 1996.

### Banc d'essai en vue du remplacement
Le système UBI (Universalité Bidirectionalité Interactivé), l'ancêtre d'Illico, est d'abord déployé à Chicoutimi pendant une période d'essai en 1996 en prévision du remplacement de la technologie Vidéoway.

### Mise hors service
Vidéoway a été graduellement remplacé par le service de télévision Illico télé numérique lors de son lancement en 1999.

## Jeux
(juin 2020).
- Si vous ne connaissez pas le sujet, laissez ce bandeau (vous pouvez alors contacter les auteurs).
- Si vous supprimez le contenu mis en cause (vous pouvez préalablement contacter les auteurs),

argumentez précisément cette suppression dans la page de discussion
(un manque de référence n'est pas un argument ; une recherche réelle de référence doit avoir été effectuée, être formellement documentée).
Le système Vidéoway comportait une large liste de jeux d'adresses et de sociétés :
- Bizbille
- Mordicus
- Temporel Inc.
- Gaston Labrosse
- Taupe
- Styx
- Fléchette
- Bowling
- Boycott
- Plunk
- Colorimage
- Mr. Chin
- Questionnaire
- Parchési
- Mot mystère
- Super Pendu
- Le fou du roi
- Hamburger
- Polux
- Pirouette
- Foubrique
- GlobeTrotter
- Tikkaro
- Échecs
- Dames
- Black Jack
- Poker
- Hockey
- Crocomaths
- Bizzmut
- Bon bain
- Onyx
- Fortuna
- Patapom
- Formes magiques
- Poussin coquin
- Tacotac
- Q*Bert
- NucléR
- Zipper
- Évasion
- Déplus (Yahtzee)
- Logix
- Razzia